# Distrito de Xuanwu (Nanquim)
 O Distrito de Xuanwu (chinês tradicional: 玄武區, chinês simplificado: 玄武区, pinyin: Xuánwǔ qū) é um dos 11 distritos de Nanquim, a capital da província de Jiangsu na China. O Distrito de Xuanwu é um centro urbano localizado na parte nordeste de Nanquim, e é onde se situa o Governo Municipal da cidade.

## Economia
As principais indústrias no distrito são o lazer e o turismo, tecnologias da informação, retalho e serviço. A base primária da economia são os serviços de entrega. As zonas industriais incluem a Área Cultural da Rua de Changjiang, a Área Central Económica de Xinjiekou e a Base de Indústria de Software de Xuzhuang. O distrito atraiu várias empresas multi-nacionais, como a 3M, American Express, Siemens, Hyundai, Samsung, NYK Line, e a Cathay Life Insurance.

## Educação
Há mais de 40 colégios, universidades e institutos de pesquisa no distrito, como a Universidade do Sudeste, a Universidade da Ciência e Tecnologia de Nanquim, a Universidade de Agricultura de Nanquim, a Universidade de Silvicultura de Nanquim e a Universidade de Ciências Agrárias de Jiangsu. Há igualmente cerca de 35 academias, como a Academia Chinesa de Engenharia e a Academia Chinesa de Ciências, que representam cerca de metade dos académicos nas instituições académicas da Província de Jiangsu.

## Transportes
Os transportes em Xuanwu incluem estações das Linhas 1 e 2 do Metropolitano de Nanquim. Outros meios de transporte a 20 ou mais minutos do distrito são a Estação de Comboio de Nanquim, o Caminho de Ferro Xangai-Nanquim e o Aeroporto Internacional de Nanjing Lukou.

## Atracções
O pitoresco Distrito de Xuanwu é conhecido por atracções turísticas como o Mausoléu Sun Yat-sen e o Mausoléu do Imperador Hongwu, que é um dos Túmulos Imperiais das Dinastias Ming e Qing que são Património Mundial da UNESCO. O distrito tem mais de 58 por cento de paisagem verde.
Perto do Lago Xuanwu localiza-se o Centro Internacional de Exibições de Nanquim.